# Вуковар

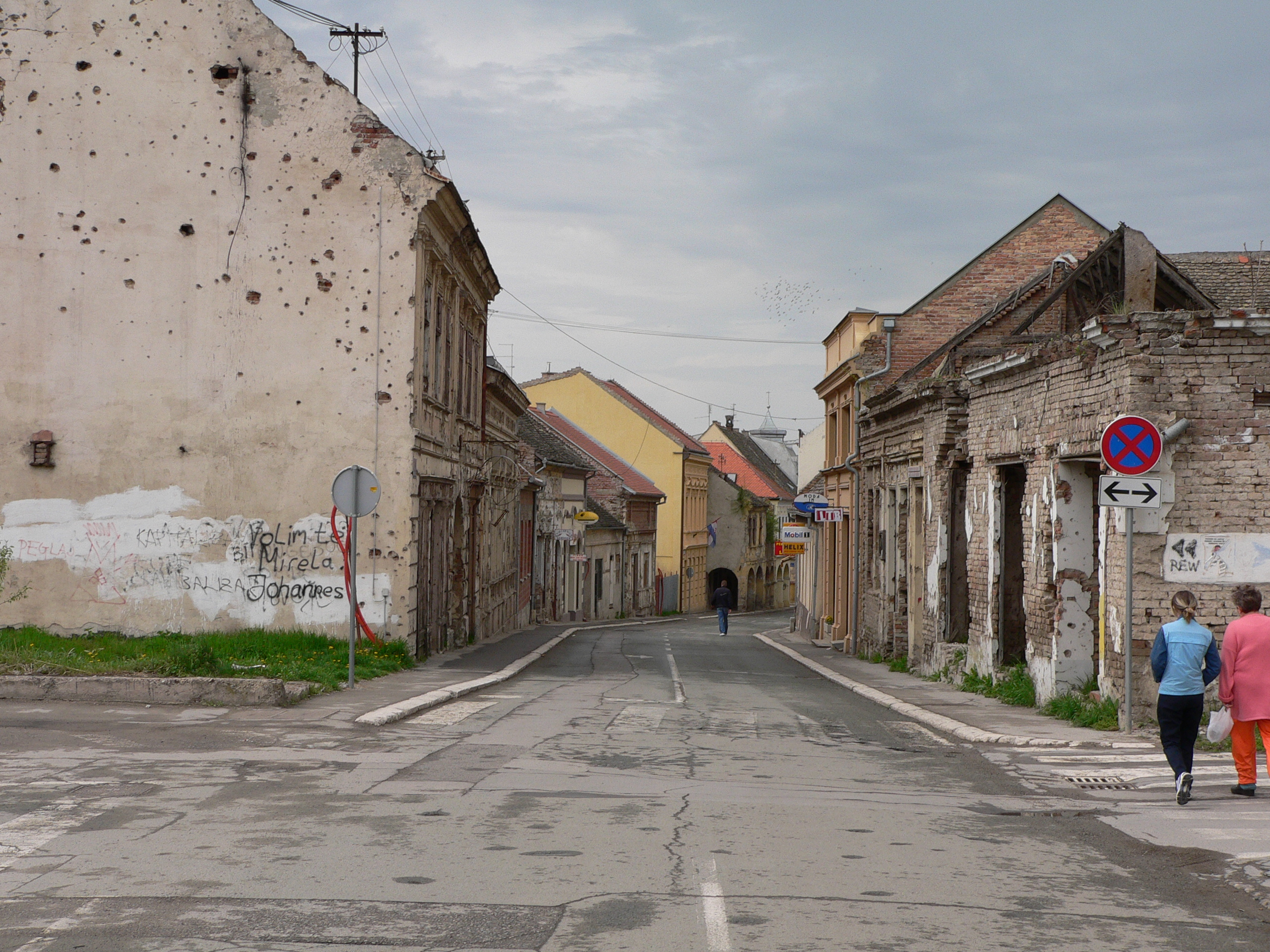
Головна вулиця міста на стінах будинків якої видно сліди бойових дій

Вýковар (хорв. Vukovar) — місто в Хорватії, у Вуковарсько-Сремській жупанії, розташоване на сході країни, поблизу кордону з Сербією на березі річки Дунай біля впадіння в неї річки Вука.

## Загальні відомості
Назва міста в перекладі означає фортеця на Вуці (від назви річки Вука та угорського слова var «фортеця»). Назва ж самої річки Вука походить від хорватського «вук» — «вовк». Вуковар є найбільшим хорватським містом і річковим портом Хорватії на Дунаї. Його економіка значним чином спирається на сільське господарство, рибну ловлю та хімічну промисловість. Місто є одним з головних індустріальних та культурних центрів сходу Хорватії.

## Населення
Населення громади за даними перепису 2011 року становило 27 683 осіб, 109 з яких назвали рідною українську мову. Населення самого міста становило 26 468 осіб.
Динаміка чисельності населення громади:
Динаміка чисельності населення міста:

### Національний склад
Згідно з переписом 2021 року, серед населення міста було: хорватів — 63%, сербів — 29,7%, угорців — близько 1%. Населення міста значно скоротилося внаслідок Югославських воєн. У 1990 році воно становило 44 639 осіб, з яких хорватів було 47,2%, сербів 32,3%.
| Рік   | Всього | Хорвати | Серби   | Німці   | Угорці | Решта   |
| ----- | ------ | ------- | ------- | ------- | ------ | ------- |
| 1910. | 10.359 | 4.092   | 1.628   | 3.503   | 954    | 183     |
|       |        | 39,50 % | 15,70 % | 33,80 % | 9,20 % | 1,80 %  |
| 1931. | 10.242 | 5.048   | 1.702   | 2.670   | 571    | 215     |
|       |        | 49,60 % | 16,60 % | 26,10 % | 5,60 % | 2,00 %  |
| 1948. | 17.223 | 10.943  | 4.390   | 54      | 913    | 923     |
|       |        | 63,50 % | 25,50 % | 0,30 %  | 5,30 % | 5,30 %  |
| 1971. | 30.222 | 14.694  | 9.132   | 60      | 835    | 5.501   |
|       |        | 48,60 % | 30,20 % | 0,20 %  | 2,80 % | 18,20 % |
| 1990. | 44.639 | 21.065  | 14.425  | 94      | 694    | 8.361   |
|       |        | 47,20 % | 32,30 % | 0,20 %  | 1,50 % | 18,80 % |
| 2001. | 31.670 | 18.199  | 10.412  | 58      | 387    | 2.614   |
|       |        | 57,46 % | 32,88 % | 0,18 %  | 1,22 % | 8,25 %  |
| 2011. | 27.683 | 15.881  | 9.654   | 58      | 347    | 1.743   |
|       |        | 57,37%  | 34,87%  | 0,21%   | 1,25%  | 6,30%   |
| 2021. | 23.536 | 14.605  | 6.840   | 45      | 220    | 1.776   |
|       |        | 63,02%  | 29,73%  | 0,19%   | 0,95%  | 7,55%   |

## Історія

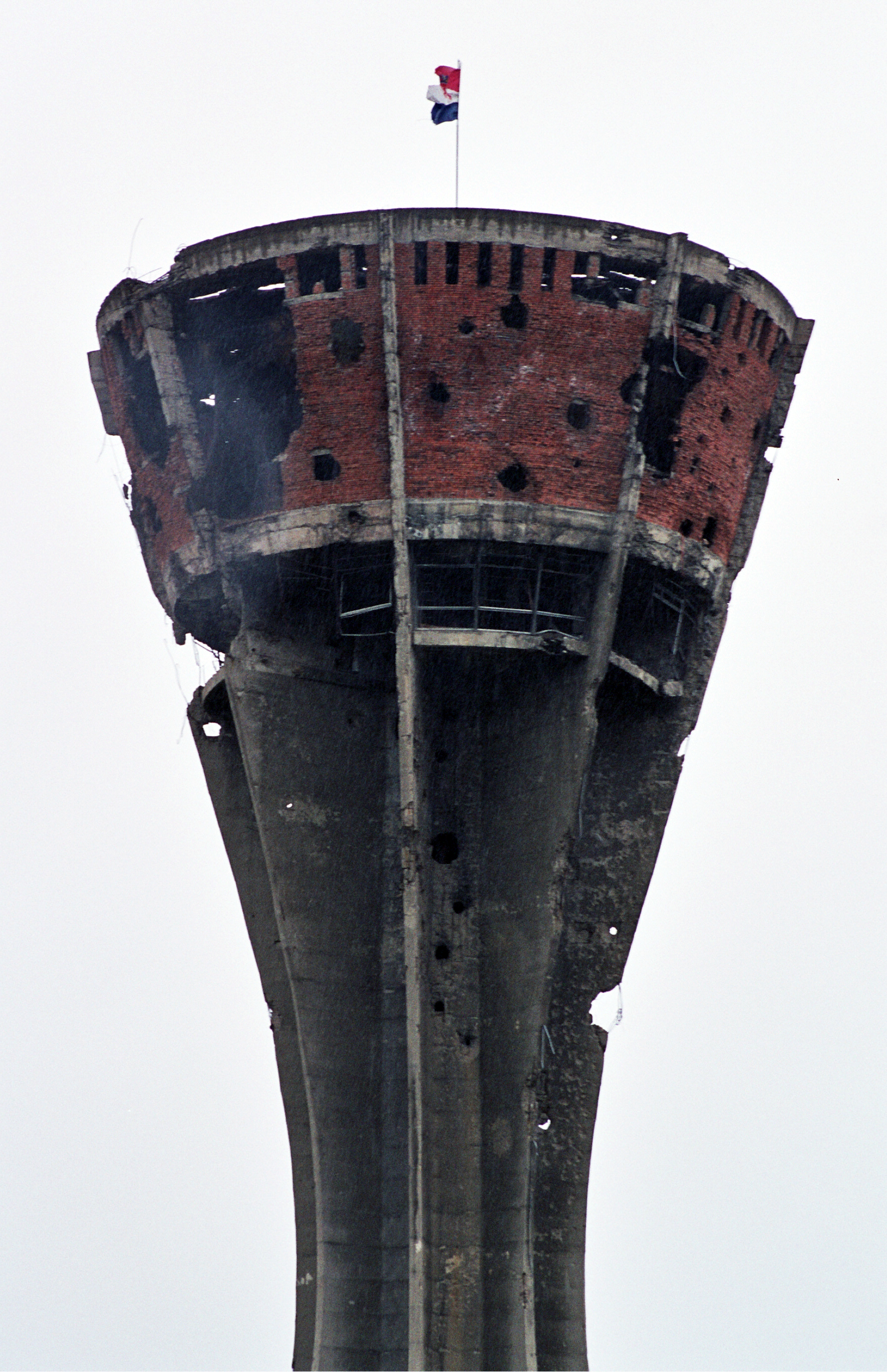
Водонапірна башта міста, що зазнала великих ушкоджень під час боїв, стала символом Війни Хорватії за незалежність (1991—1995)

Слов'янські поселення на місці сучасного Вуковара існували з VI століття, однак уперше місто згадане у XIII столітті. У 1231 році Вуковар отримав статус вільного королівського міста. Князь Коломан надав Вуковару статус вільного королівського міста, щоб сприяти подальшому розвитку міста. За умовами Карловицького миру 1699 Вуковар перейшов до Габсбурзької монархії. З XX ст. місто перебувало у складі Королівства Сербів, Хорватів і Словенців (згодом Королівство Югославія), Незалежної Держави Хорватія (де воно було столицею великої жупи Вука) та у складі югославської федерації, у війні за незалежність від якої місто прийняло найтяжчий удар.
1 квітня серби Вуковара почали зводити барикади на головних дорогах. «Білі орли», сербське воєнізоване угруповання, пробралося в населене сербами Борово Село, де 2-го травня під час битви влаштувало засідку на два автобуси хорватської поліції, вбивши 12 правоохоронців і поранивши ще 22. Облога міста югославськими військами під час Югославських воєн стала однією з найбільших військових операцій війни Хорватії за незалежність (1991—1995) та є одним із її символів і предметом особливої національної гордості хорватів. Оборона міста від великосербської агресії, яку організували нечисленні хорватські гвардійці та місцеві ополченці різних національностей, тривала 87 днів і завершилася взяттям міста сербськими військами та масовим вбивством цивільного хорватського населення.

## Населені пункти
Крім міста Вуковар, до громади також входять:
- Грабово
- Липовача
- Сотин

## Клімат
Середня річна температура становить 11,20 °C, середня максимальна — 25,26 °C, а середня мінімальна — -5,28 °C. Середня річна кількість опадів — 649 мм.
| Клімат міста                                  | Клімат міста | Клімат міста | Клімат міста | Клімат міста | Клімат міста | Клімат міста | Клімат міста | Клімат міста | Клімат міста | Клімат міста | Клімат міста | Клімат міста | Клімат міста |
| Показник                                      | Січ.         | Лют.         | Бер.         | Квіт.        | Трав.        | Черв.        | Лип.         | Серп.        | Вер.         | Жовт.        | Лист.        | Груд.        |              |
| Середній максимум, °C                         | 6,07         | 7,79         | 12,24        | 16,99        | 22,36        | 25,26        | 25,06        | 24,66        | 20,58        | 15,18        | 9,39         | 5,67         |              |
| Середня температура, °C                       | 0,40         | 2,11         | 6,58         | 11,28        | 16,68        | 19,58        | 21,28        | 20,87        | 16,79        | 11,40        | 5,60         | 1,88         |              |
| Середній мінімум, °C                          | −5,28        | −3,56        | 0,89         | 5,62         | 11,00        | 13,90        | 17,48        | 17,08        | 13,00        | 7,60         | 1,82         | −1,91        |              |
| Норма опадів, мм                              | 42           | 37           | 41           | 52           | 59           | 83           | 67           | 59           | 48           | 51           | 59           | 51           |              |
| Середньомісячна швидкість вітру, м/с          | 2.28         | 2.50         | 2.87         | 2.71         | 2.47         | 2.20         | 2.20         | 2.00         | 2.00         | 2.20         | 2.29         | 2.30         |              |
| Середньомісячна сонячна радіація, кДж/м²·день | 4306         | 7059         | 11068        | 15623        | 19515        | 21726        | 22370        | 20522        | 15225        | 9580         | 4922         | 3574         |              |
| --------------------------------------------- | ------------ | ------------ | ------------ | ------------ | ------------ | ------------ | ------------ | ------------ | ------------ | ------------ | ------------ | ------------ | ------------ |
| Джерело:                                      |              |              |              |              |              |              |              |              |              |              |              |              |              |

## Відомі люди
- Захаріє Орфелін (1726—1785) — визначний сербський поет XVIII ст.;
- Благо Задро (1944—1991) — хорватський військовий діяч, загинув під час битви за Вуковар;
- Сандра Паович (* 1983) — хорватська тенісистка, чемпіонка Паралімпійських ігор 2016 року.